# Mataram (thành phố)
Mataram (tiếng Indonesia: Kota Mataram) là thủ phủ của tỉnh Tây Nusa Tenggara ở Indonesia. Thành phố được bao quanh ở tất cả các phía trên đất liền bởi huyện Tây Lombok (Kabupaten Lombok Barat) và nằm ở phía tây của đảo Lombok, Indonesia. Đây cũng là thành phố lớn nhất của tỉnh Tây Nusa Tenggara với dân số khoảng 402.296 người trong Tổng điều tra dân số năm 2010; ước tính chính thức mới nhất (tính đến tháng 1 năm 2014) là 420.941 người.
Ngoài vai trò là thủ phủ, Mataram còn là trung tâm hành chính, giáo dục, thương mại, công nghiệp và dịch vụ của tỉnh. Ba thị trấn tạo thành thành phố Mataram từ tây sang đông đó là Ampenan, Mataram và Cakranegara. Chúng là những thị trấn riêng biệt, nhưng được điều hành cùng nhau. Đại khái thì Ampenan là thành phố cảng lâu đời, Mataram là trung tâm văn phòng và chính phủ còn Cakranegara là trung tâm thương mại. Thành phố được phân chia về mặt hành chính thành sáu quận (kecamatan), cụ thể là Ampenan, Cakranegara, Mataram, Pejanggik, Selaparang và Sekarbela. Mataram chứa 50 kungung và 297 kampung.
Thành phố có sân bay quốc tế Lombok (Bandara Internasional Lombok) (IATA: LOP, ICAO: WADL) gần thị trấn Praya ở huyện Trung Lombok, cảng biển Lembar ở phía tây nam và cảng phà Labuhan Lombok nối thành phố với Poto Tano trên đảo Sumbawa. Trung tâm thành phố Mataram nằm gần bờ biển phía tây của Lombok, vì vậy nó rất gần với trung tâm du lịch bãi biển Senggigi trên đảo, cách một quãng ngắn về phía bắc từ Ampenan.
Mataram từng là thủ phủ của huyện Tây Lombok trước khi được tách ra vào năm 2000, sau đó thủ phủ của huyện Tây Lombok được dời về thị trấn Gerung.
Mataram cũng là nơi nắm quyền của vua Mataram (Seraja), đôi khi được kiểm soát bởi hai nước láng giềng, Singaraja và Bali thời xưa.

## Hành chính
- Dr. Zulkiflymansyah, thống đốc của tỉnh Tây Nusa Tenggara (Mataram là thủ phủ của tỉnh). Nhiệm kì từ 2018-2023.
- M. Zainul Majdi, thống đốc của tỉnh Tây Nusa Tenggara. Nhiệm kì từ 2008-2018.
- H Ahyar Abduh – H Mohan Roliskana đã tuyên thệ nhậm chức tại tòa thị chính của thành phố Mataram, nhiệm kì từ 2010-2015 vào ngày 10/08/2010. 63,2% cư dân của thành phố đã tham gia bỏ phiếu bầu thị trưởng mới của thành phố (175.386 người tham gia bỏ phiếu) trên tổng dân số khoảng 277.499 người của thành phố.

### Ranh giới
| Ranh giới | Quận           | Huyện          |
| --------- | -------------- | -------------- |
| Phía Bắc  | Gunung Sari    | Tây Lombok     |
| Nam       | Labu Api       | Tây Lombok     |
| Tây       | Eo biển Lombok | Eo biển Lombok |
| Đông      | Narmada        | Tây Lombok     |

Thành phố gồm 6 quận và 50 kampung.

### Quận
- Cakranegara
- Mataram
- Selaparang
- Pejanggik
- Ampenan
- Sekarbela

## Dịch vụ và phát triển
Điện ở thành phố được cung cấp bởi một nhà máy phát điện PLN ở bờ biển phía tây của hòn đảo, ngay phía nam thị trấn Ampenan. Mataram và toàn bộ hòn đảo đã phải chịu đựng các vấn đề nghiêm trọng về cung cấp điện trong nhiều năm, với thời gian lên đến đỉnh điểm là vào giữa năm 2010. Mặc dù nhà máy PLN được đảm bảo sẽ cung cấp điện ổn định từ tháng 8 năm 2010, vấn đề này vẫn tồn tại và hòn đảo vẫn phải chịu sự cố mất điện hàng ngày thường xuyên.
Nguồn cung cấp nước của thành phố chủ yếu từ sườn núi Rinjani và thành phố có một hệ thống đập nhỏ để đệm hệ thống (?). Nước ở thành phố đang bị thiếu hụt do nguồn cung cấp nước đang gặp vấn đề (?). Tỉnh Tây Nusa Tenggara đang bị đe dọa với một cuộc khủng hoảng nước gây ra bởi sự suy thoái của rừng và nguồn nước ngầm. 160.000 hecta trong tổng số 1.960.000 hecta rừng được cho là đã bị ảnh hưởng. Trưởng phòng Bảo vệ Môi trường và Dịch vụ Lâm nghiệp Rừng Tây Nusa Tenggara Andi Pramari tuyên bố vào thứ Tư, ngày 6/5/2009 rằng, "Nếu tình trạng này không được giải quyết, có thể dự đoán rằng trong vòng năm năm nữa, mọi người ở khu vực này có thể khó lấy được nước". Không chỉ vậy, năng suất nông nghiệp trong giá trị gia tăng sẽ giảm và giếng của người dân đang bị thiếu nước. Nạn trộm cắp gỗ cũng góp phần gây ra vấn đề này.
Do sự chậm trễ trong việc mở sân bay Quốc tế Lombok mới ở huyện Trung Lombok đã dẫn tới việc đóng cửa sân bay Selaparang ở Ampenan đã bị trì hoãn. Vì vậy sân bay Selaparang tiếp tục được sử dụng cho cả các chuyến bay nội địa và quốc tế cho đến khi bị đóng cửa vào ngày 30/9/2011.
- Việc mở rộng sân bay Selaparang bị hạn chế bởi vị trí ở gần kề với những ngọn đồi ở phía bắc. Tình trạng phát triển đô thị hiện nay ở đảo là một hạn chế lớn đối với việc mở rộng các sân bay và đường băng hiện có. Việc khai trương sân bay quốc tế Lombok được dự kiến sẽ tăng cường sự phát triển không nhỏ của thành phố Mataram nói riêng và cả tỉnh Tây Nusa Tenggara nói chung.
- Sân bay quốc tế Lombok là một sân bay quốc tế mới được thành lập ở phía Đông Nam thành phố Mataram và ngay phía nam của thị trấn Praya.
- Các cột mốc của dự án Lombok trị giá 138,9 triệu đô la Mỹ (Giai đoạn 1) là: Đánh giá kế hoạch tổng thể năm 1993 vào năm 2005; thiết kế chi tiết từ năm 2005-2006; đấu thầu đầu tư từ năm 2005-2007; đấu thầu xây dựng vào năm 2007; thực hiện từ năm 2008-2011; đi vào hoạt động từ năm 2011 trở đi.

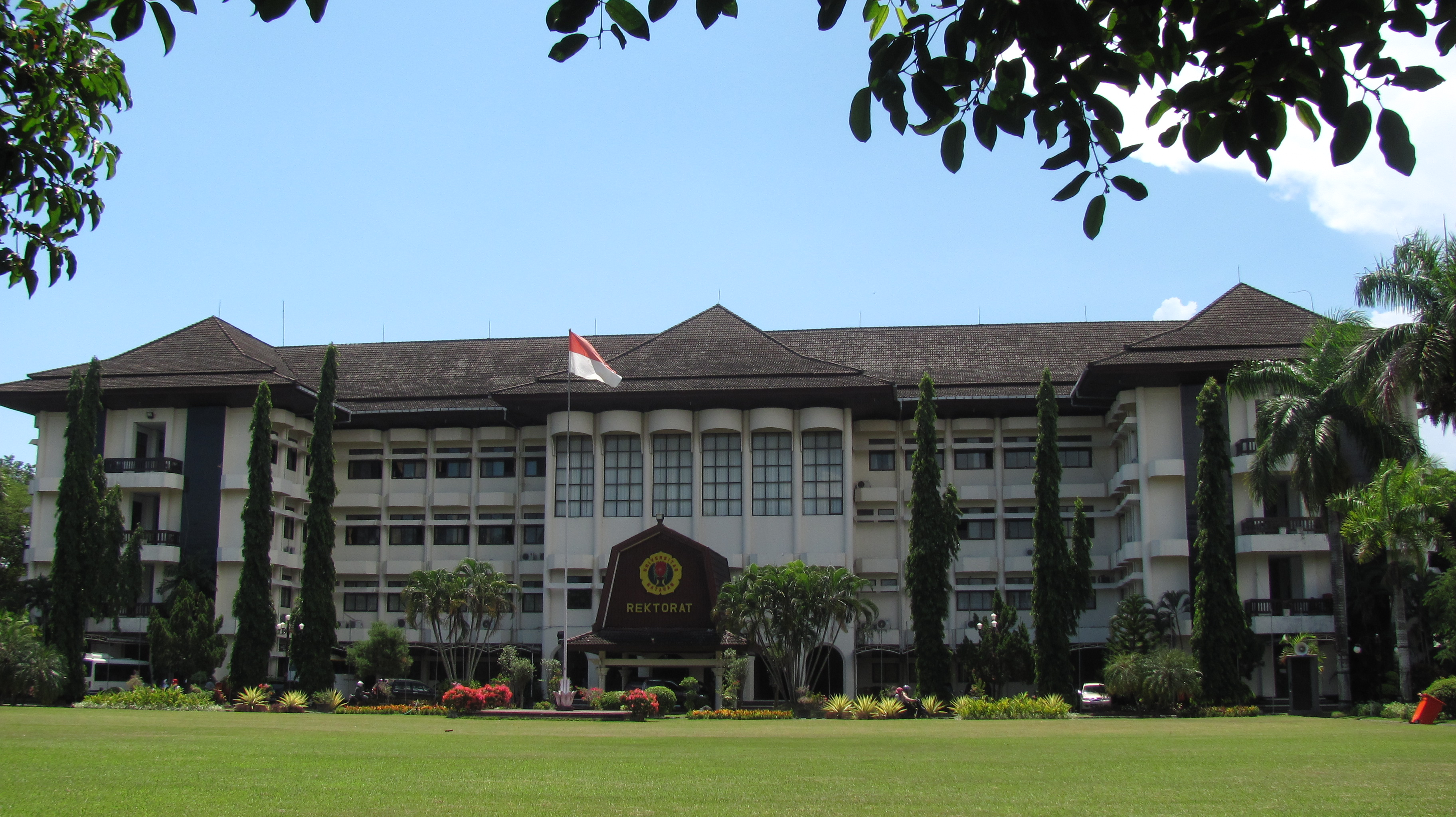
Đại học Mataram

Đại học Mataram được thành lập vào ngày 1/10/1962, nằm ở thành phố Mataram. Trường là nơi cung cấp của giáo dục đại học chính trong tỉnh.

## Nhân khẩu
Dân số của thành phố vào khoảng 362.243 người (2008), trong đó có 177.719 người là nam giới và 184.524 người là nữ giới.
Cục Thống kê Trung ương tỉnh Tây Nusa Tenggara cho biết, dân số thành phố Mataram 40,74% chưa kết hôn, 52,01% đã kết hôn, 2,51% đã ly hôn và 4,75% là người góa phụ.

### Dân tộc
Người Sasak là người dân bản địa của Lombok và chiếm phần lớn cư dân ở thành phố Mataram. Mataram cũng xuất hiện người Bali, Java, Peranakan, Trung Quốc và một phần nhỏ là người Ả Rập Indonesia, chủ yếu là người gốc Yemen đến khi thành phố từng được gọi là "Ampenan". Mặc dù là cư dân thành thị, nhưng những người Sasak ở Mataram vẫn giữ gìn bản sắc dân tộc và văn hóa Sasak. Nguyên nhân của sự bùng nổ bạo loạn ở Lombok vào ngày 17/1/2000 được cho là bởi những ảnh hưởng từ phía bên ngoài. Sau khi những rắc rối trôi qua, cộng đồng người dân Mataram đã trở lại sống hòa thuận.

### Tôn giáo

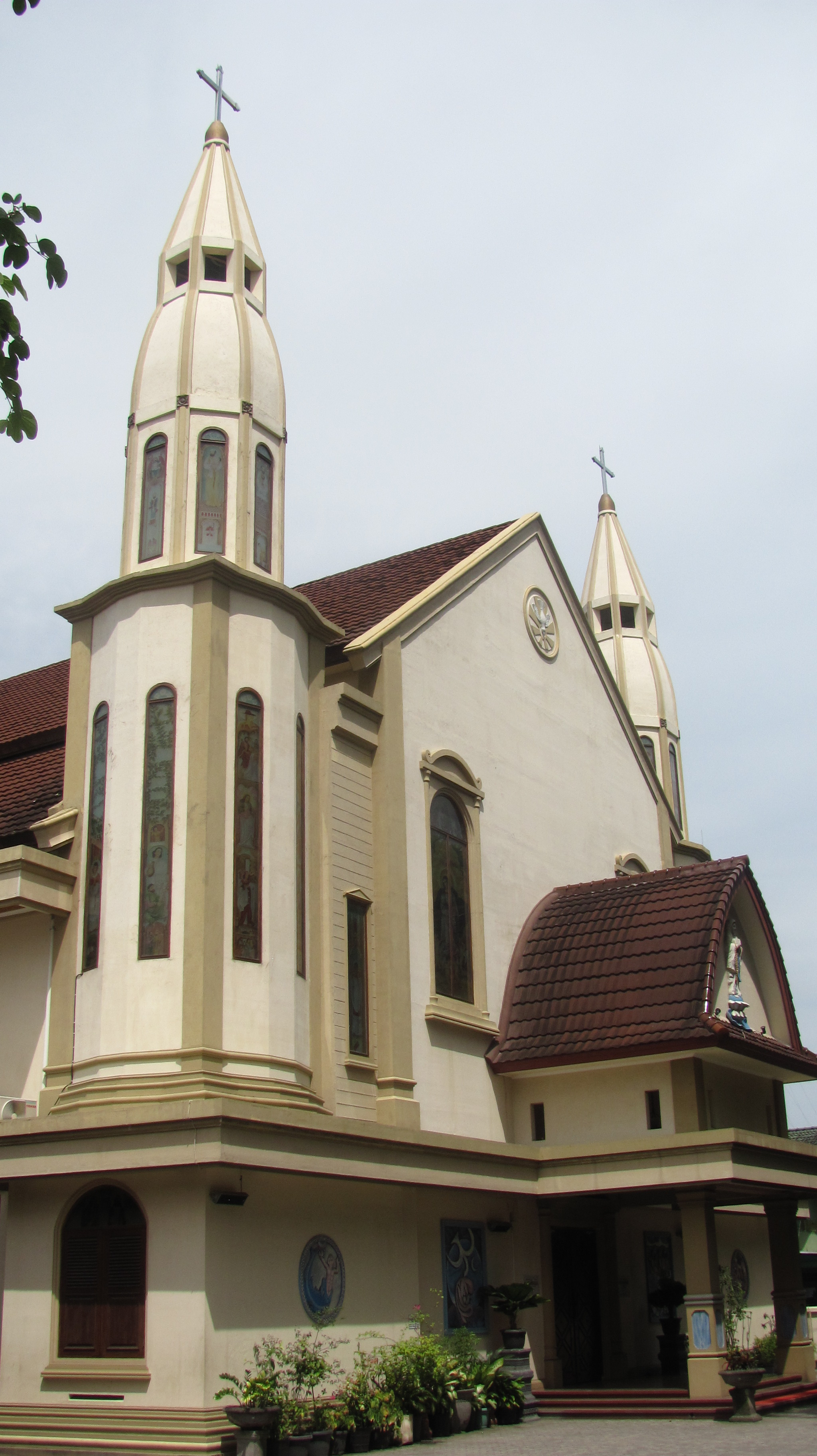
Một nhà thờ Công giáo ở Mataram

80% dân số thành phố theo đạo Hồi, theo sau là Ấn Độ giáo với 14% dân số. Một số tôn giáo khác như Kitô giáo, Phật giáo và Nho giáo.

### Ngôn ngữ
Cư dân Mataram thường nói tiếng Sasak, Bahasa Sasak, là ngôn ngữ bản địa của người dân Lombok. Tiếng Indonesia là ngôn ngữ được sử dụng rộng rãi nhất trong bối cảnh kinh doanh chính thức, giáo dục và chính phủ. Khi ở nhà hoặc nơi công cộng, cư dân Mataram có xu hướng sử dụng tiếng Sasak.